# People's Democracy
People's Democracy (PD) (en català, Democràcia del Poble) fou una organització creada per donar suport la lluita pels drets civils dels catòlics a Irlanda del Nord el 9 d'octubre de 1968 a la Universitat Queens de Belfast després d'un atac del RUC a la marxa de la NICRA el 5 d'octubre. Els fundadors, Bernardette Devlin, Cyril Toman i Michael Farrell. Molts d'ells procedien de grups laboristes i d'esquerres, influïts pel maig de 1968 i esperonats pels atacs a la llei de censura a la República d'Irlanda, on trobaren suport de la Student Democratic Alliance, de Ruairi Quinn i Basil Miller.
Organitzaren marxes semblants a la que va organitzar Martin Luther King de Selma a Montgomery, de manera que l'1 de gener de 1969 40 militants organitzaren una marxa de 4 dies de Derry a Belfast, que fou atacada per un grup de 200 unionistes al pont de Burntollet amb barres de ferro, pedres i ampolles, davant la passivitat policial. Es van presentar a les Eleccions generals d'Irlanda del Nord de 1969, però no van obtenir representació al Stormont.
Durant els anys setanta adoptaren el trotskisme, influïts pel Moviment per a una República Socialista (amb base a Dublín), i el 1976 fou reconeguda com a secció irlandesa per la Quarta Internacional. El 1971 foren un dels fundadors de l'Aliança Socialista del Treball, i altres deixaren PD pe a fundar el Grup Revolucionari d'Esquerra. Foren especialment actius en la defensa dels presos polítics. Quan el Sinn Féin boicotejava les eleccions, va obtenir dos membres al consell municipal de Belfast, des d'on va donar un suport crític a l'IRA Provisional.
Després de la formació del Comitè Nacional Bloc H-Armagh el 1979 per a donar suport als presos de l'IRA durant la protesta de les mantes per exigir l'estatut de presoner de guerra, que va portar a la vaga de fam de 1981 i la mort de Bobby Sands i 9 més, un grup de membres, dirigits per Vincent Doherty, membre del comitè polític i candidat electoral, proposaren unir-se al Sinn Féin, al que a poc a poc s'anaren integrant entre el 1970 i el 1980.
El 1981 aconseguiren dos escons al municipi de Belfast. Fergus O'Hare el guanyà a Gerry Fitt, qui havia obtingut un escó a les eleccions al Parlament del Regne Unit de 1983. O'Hare era membre fundador del Comitè Bloc H i membre del Comitè per l'Alliberament dels Presos Polítics durant la campanya d'internaments, dels 1970, i fundador de la primera escola secundària en irlandès a Irlanda del Nord, Méanscoil Feirste.
Quan el Sinn Féin abandonà la política de boicot electoral i obtingué un suport electoral massiu, el grup entrà en crisi, i des de 1982 molts dels militants marxaren al Sinn Féin. En la conferència nacional de 1986, un grup encapçalat per Anna Speed proposà la dissolució i que els membres s'unissin individualment al Sinn Féin, però fou derrotada. Van dimitir i s'uniren al SF. La majoria decidiren continuar PD com a petit grup activista de propaganda.
A principis dels 1990 crearen el Comitè Irlandès per a un Programa Marxista, per tal de reagrupar republicans i marxistes, però el 1996 el comitè es va dissoldre i PD es va dissoldre i es reconstituí com a Socialist Democracy, adoptant el programa del Comitè.